# The Beatmen
The Beatmen byla slovenská rocková (tehdy bigbítová) kapela, zpívající hlavně anglicky, která působila v letech 1964-1966. Značně ovlivnila československou populární hudbu. Byla to superskupina vytvořená manažerem Petrem Tuchscherem ze špičkových slovenských beatových hudebníků. Kolem roku 1965 byla považována za nejlepší československou beatovou skupinu, nejen publikem, ale také hudebními kritiky a českými hudebníky. Jejím frontmanem byl kytarista a zpěvák Dežo Ursiny, jehož prvním velkým úspěchem skupina byla. Hrála převážně písně ovlivněné The Beatles. V roce 1966 skupina emigrovala do Německa, Dežo Ursiny odmítl emigrovat, Peter Petro se z rodinných důvodů vrátil.

## Obsazení
- Dežo Ursiny – sólová kytara, zpěv
- Miroslav Bedrik – doprovodná kytara, zpěv
- Marián Bednár – basová kytara, zpěv
- Peter Petro – bicí, zpěv

V roce 1966 vystřídali Ursinyho a Petera Petra:
- Juraj Eperjesi – sólová kytara, zpěv
- Peter Mráz – bicí

## Diskografie

### Singly
- Break It/Let’s Make a Summer (Ursiny/Petro) (Supraphon 1965)
- Safely Arrived/Enchanted Lie (Bedrik/Petro) (Supraphon 1965)
- Stand Up And Go (Eperjesi/Bednár/Bedrik) /As You Love Me (Eperjesi) (Intersound 1966)

### Alba
- Are Goin' On (záznam koncertů z října 1965, vydáno 2016)